# بمب‌گذاری منچستر ۱۹۹۶
بمب‌گذاری منچستر ۱۹۹۶ توسط ارتش جمهوری‌خواه ایرلند (IRA) در روز شنبه ۱۵ ژوئن ۱۹۹۶ انجام شد. در این حمله ۱٬۵۰۰ کیلوگرم (۳٬۳۰۰ پوند) ماده منفجره واقع در کامیون در خیابان کورپوریشن در مرکز منچستر، انگلستان منفجر گردید که بزرگترین بمب منفجر شده در بریتانیا پس از جنگ جهانی دوم می‌باشد. هدف از بمب‌گذاری تخریب زیرساخت‌ها حیاتی شهر بود و خسارت برآورد شده توسط شرکت‌های بیمه مبلغ ۷۰۰ میلیون پوند برآورد شده بود. از نظر خسارات مالی تنها حملات ۱۱ سپتامبر ۲۰۰۱ و بمب‌گذاری ۱۹۹۳ Bishopsgate بیشتر از آن می‌باشد.